# Piúma
Piúma est une municipalité brésilienne située dans l'État de l'Espirito Santo. Sa population est de 22 053 habitants (2020) et sa superficie est de 74 km², ce qui en fait la plus petite municipalité d'Espírito Santo. Une grande partie de la population locale vit de la pêche, de l'artisanat et de la culture de coquillages, activités qui bénéficient des richesses naturelles situées le long de la côte. La ville est également connue pour accueillir des milliers de touristes pendant la semaine du carnaval.